# Microsoft FrontPage
Microsoft FrontPage je sveobuhvatna aplikacija koju možete da koristite za razvoj veb lokacija. Član je paketa aplikacija The Microsoft Office System 2003 i radi veoma slično ostalim programima iz ofisa. Ovaj inteligentni program sadrži sve što je potrebno za pravljenje veb lokacija. FrontPage omogućava da kreirate, menjate i publikujete datoteke, bez znanja HTML-a ili nekog drugog markup jezika. FrontPage omogućava da kreirate sajt dok se on bavi HTML-om. Kada dizajner snimi stranicu koju je predhodno napravio, FrontPage konvertuje dizajn u HTML kod, kod od kojeg se u stvari sastoji svaka veb stranica. FrontPage je alat koji omogućava dizajniranje bez poznavanja koda i zato se grupa alata u koje spada FrontPage naziva još i WYSIWYG (What You See Is What You Get).
FrontPage je program koji sadrži poboljšani interfejs. Sadrži i mogućnost da se pitanja unose direktno iz glavnog prozora. Pomoću komponenata FrontPage-a lako možete da dodate polje za pretraživanje, foto-galeriju. FrontPage ima i nove komponente koje automatski ažuriraju informacije sa sajtova MSN, MSNBC, bCentral i drugih. FrontPage ima vrlo lak metod za konfigurisanje i promenu svih datoteka za veoma kratko vreme. Pomoću FrontPage Web-a svi alati za upravljanje sajtom, datoteke, podešavanja mogu da se postave na jedno mesto. Ovaj program olakšava pregled i slanje informacija u bazu podataka. Ako nemate bazu podataka, FrontPage je automatski kreira. FrontPage ima ugrađenu podršku za tehnologije animacije, kao što je DHTML, koje omogućavaju da brzo i lako kreirate jednostavne animacije.

## Istorija
je prvobitno kreirala kompanija Vermeer Technologies. Microsoft je kupio Vermeer u januaru 1996. posebno kako bi Microsoft mogao da doda FrontPage svojoj liniji proizvoda, omogućavajući im da steknu prednost u ratovima pretraživača, jer je FrontPage dizajniran da kreira veb stranice za njihov sopstveni pretraživač, Internet Explorer.